# Улица Виталия Матусевича

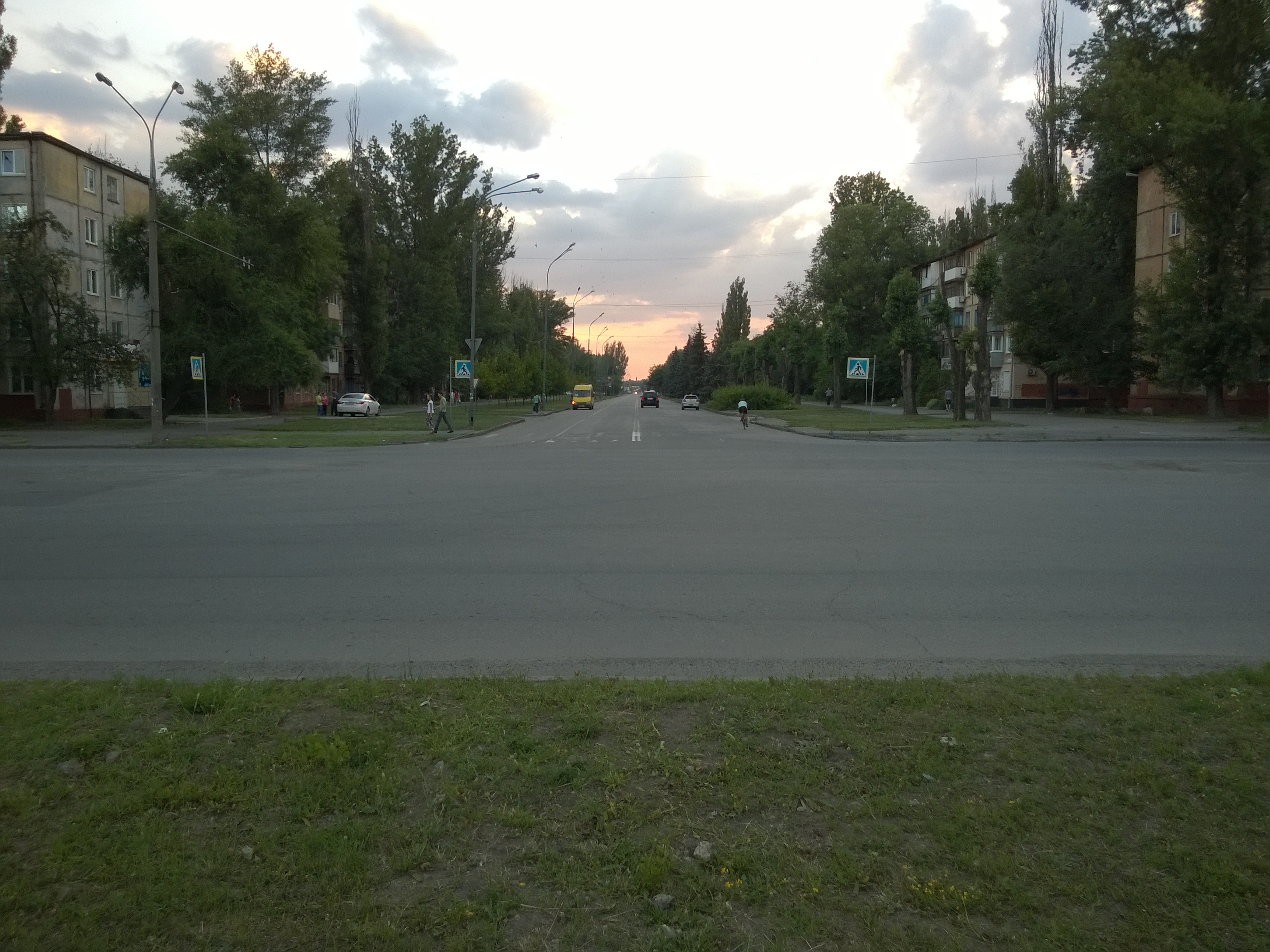
Вид от Юбилейного парка

Улица Виталия Матусевича — улица в Металлургическом районе города Кривой Рог.

## История
Застройка улицы была начата в начале 1960-х годов.
До 2016 года улица называлась именем XXII Партсъезда.
В процессе декоммунизации на Украине и в соответствии с распоряжением председателя Днепропетровской ОГА улица была переименована в честь Виталия Матусевича.

## Характеристика
Улица расположена в исторической местности Соцгород, фактически в административном центре города, рядом со зданием городского совета. Длина 1,6 км, площадь 24 900 м², имеет 32 многоквартирных дома.
Начинается от проспекта Металлургов и заканчивается пересечением с улицей Александра Васякина, выходя на Юбилейный парк. Пролегает параллельно улице Героев АТО.
На улице располагается Криворожский государственный цирк, музыкальная школа № 4, главный корпус Криворожского национального университета.

### Памятники и памятные знаки
Между дворцом Молодежи и студентов и зданием горисполкома стоит памятник Козаку Рогу, легендарному основателю города.
Рядом с главным корпусом Криворожского национального университета установлен бюст Владимиру Бызову, здесь же установлен памятник 10 божьим заповедям.
На фасаде Криворожской городской музыкальной школы № 4 установлена памятная доска Валерию Алексеевичу Дёмину, директору в 1978 по 2012 годах.